# Stilpnia
Stilpnia är ett litet fågelsläkte i familjen tangaror inom ordningen tättingar. Släktet omfattar 15 arter som förekommer från södra Mexiko till norra Argentina:
- Svarthuvad tangara (S. cyanoptera)
- Tepuítangara (S. whitelyi)
- Silverryggig tangara (S. viridicollis)
- Siratangara (S. phillipsi)
- Grönstrupig tangara (S. argyrofenges)
- Svarthättad tangara (S. heinei)
- Gyllenhuvad tangara (S. larvata)
- Blåhuvad tangara (S. cyanicollis)
- Lavendelhuvad tangara (S. nigrocincta)
- Svartryggig tangara (S. peruviana)
- Kastanjeryggig tangara (S. preciosa)
- Punotangara (S. meyerdeschauenseei)
- Rostkronad tangara (S. vitriolina)
- Isabellatangara (S. cayana)
- Grenadatangara (S. cucullata)

Tidigare inkluderades arterna i släktet Tangara, men genetiska studier har visat att arterna står närmare Thraupis. Andra auktoriteter inkluderar istället både Stilpnia och Thraupis i Tangara. 